# Acacia richardsii
Acacia richardsii é uma espécie de leguminosa do gênero Acacia, pertencente à família Fabaceae.